# Gamarús d'ulleres
El gamarús d'ulleres (Pulsatrix perspicillata) és una espècie d'ocell de la família dels estrígids (Strigidae). Habita la selva, boscos, sabanes i manglars de la zona Neotropical, des de Veracruz i Oaxaca cap al sud, a través d'Amèrica Central fins a Panamà i d'Amèrica del Sud fins al nord-oest i est del Perú, sud-est de Bolívia, Brasil, el Paraguai i nord-oest de l'Argentina. El seu estat de conservació es considera de risc mínim.